# Alytus Stadium
Alytus Stadium est un stade polyvalent à Alytus, Lituanie,. Il est actuellement utilisé principalement pour les matchs de football et est le stade du DFK Dainava Alytus. Le stade accueille 3 748 personnes. Ouvert en 1924, le stade a été rénové quatre fois : 1957-1958, 1993, 2007 et 2009-2010,.